# Podlesni (Ventsy-Zariá, Gulkévichi, Krasnodar)
Podlesni (del ruso: Подлесный) es un jútor del raión de Gulkévichi del krai de Krasnodar, en el sur de Rusia. Está situado en la orilla izquierda del río Kubán, 19 km al este de Gulkévichi y 159 km al este de Krasnodar, la capital del krai.  Tenía 34 habitantes en 2010.
Pertenece al municipio Ventsy-Zariá.